# Cratere Mahina
Mahina  è un cratere sulla superficie di Venere.